# Luzuriaga parviflora
Luzuriaga parviflora là một loài thực vật có hoa trong họ Alstroemeriaceae. Loài này được (Hook.f.) Kunth miêu tả khoa học đầu tiên năm 1850.